# Капитан Америка: Скорбь
«Капитан Америка: Скорбь» (англ. Captain America: White) — ограниченная серия комиксов, состоящая из 6 выпусков, которую в 2008—2015 годах издавала компания Marvel Comics. Сюжет фокусируется на отношениях между Стивом Роджерсом / Капитаном Америкой и его другом Баки.

### Выпуски
| № | Дата выхода      | Оценка на Comic Book Roundup    | Предполагаемый объём продаж (первый месяц) |
| - | ---------------- | ------------------------------- | ------------------------------------------ |
| 0 | 9 июля 2008      | 6 из 10 на основе 2 рецензий    | 56 242, позиция в Северной Америке — 32    |
| 1 | 16 сентября 2015 | 7,3 из 10 на основе 17 рецензий | 59 510, позиция в Северной Америке — 12    |
| 2 | 30 сентября 2015 | 7,5 из 10 на основе 9 рецензий  | 40 422, позиция в Северной Америке — 30    |
| 3 | 14 октября 2015  | 8,6 из 10 на основе 3 рецензий  | 37 867, позиция в Северной Америке — 56    |
| 4 | 11 ноября 2015   | 9,2 из 10 на основе 2 рецензий  | 32 858, позиция в Северной Америке — 83    |
| 5 | 30 декабря 2015  | 7,7 из 10 на основе 5 рецензий  | 29 600, позиция в Северной Америке — 88    |

### Сборники
| Название               | Тип              | Дата выхода     | Собранный материал          | Кол-во | ISBN                             | Предполагаемый объём продаж (первый месяц) |
| ---------------------- | ---------------- | --------------- | --------------------------- | ------ | -------------------------------- | ------------------------------------------ |
| Captain America: White | Твёрдый переплёт | 17 февраля 2016 | Captain America: White #0-5 | 160    | 978-1-3024-8436-1, 130-248-436-2 | 2 327, позиция в Северной Америке — 24     |
| Captain America: White | Мягкая обложка   | 15 ноября 2016  | Captain America: White #0-5 | 160    | 978-0-7851-3376-6, 078-513-376-3 | 1 729, позиция в Северной Америке — 58     |

## Отзывы
На сайте Comic Book Roundup серия имеет оценку 7,7 из 10 на основе 38 рецензий. Джесс Шедин из IGN дал первому выпуску (который следует за нулевым выпуском) 8,4 балла из 10 и посчитал, что «цена в 4,99 доллара кажется немного завышенной, учитывая, что в этом выпуске представлены только стандартные 20 страниц нового контента». Дуг Завиша из Comic Book Resources, обозревая Captain America: White #1, отмечал, что он «больше ориентирован на опытных читателей комиксов, чем на поклонников кино Marvel». Джастин Патридж III из Newsarama поставил первому выпуску оценку 9 из 10 и написал, что «это не столько история о Кэпе, сколько история о его легендарном партнёрстве с Баки».